# وحدة مصر
وحدة مصر هو تحالف من الأحزاب السياسية التي تنوي خوض الانتخابات البرلمانية المصرية لعام 2015.